# Le Plessier-Huleu
 Le Plessier-Huleu  là một xã ở tỉnh Aisne, vùng Hauts-de-France thuộc miền bắc nước Pháp.